# In einer kleinen Stadt
In einer kleinen Stadt ist der Titel eines Horror-Romans des Schriftstellers Stephen King. In den USA wurde der Roman im Jahr 1991 durch den Viking-Verlag unter dem Originaltitel Needful Things veröffentlicht. Die deutsche Übersetzung von Christel Wiemken veröffentlichte der Verlag Hoffmann & Campe noch im selben Jahr. Der Roman stellt den Abschluss des sogenannten Castle-Rock-Zyklus dar.
Der Roman thematisiert die oft nur scheinbare „Kleinstadtidylle“, Kleinbürgerlichkeit und Habsucht.

## Inhalt
In der fiktiven Kleinstadt Castle Rock, im US-Bundesstaat Maine, eröffnet der ortsfremde Leland Gaunt einen Laden namens Needful Things. Dem elfjährigen Brian Rusk und Polly Chalmers, der neuen Freundin von Sheriff Alan Pangborn, ist Gaunt sofort sympathisch. Jedoch empfinden beide seinen Händedruck als sehr unangenehm. Alan Pangborn trauert immer noch um seine Frau Annie und seinen Sohn Todd, welche im Vorjahr starben, als Annie unangeschnallt gegen einen Baum fuhr. Ob es ein Unfall war oder Selbstmord blieb ungeklärt. Sein anderer Sohn Al hat sich von ihm entfremdet, wofür Polly sich die Schuld gibt. Gleichzeitig traut sie sich nicht, Alan die Wahrheit über ihren Sohn Kelton zu erzählen, der als Dreijähriger bei einem Wohnungsbrand in San Francisco starb.
Als Polly Alan von ihrem ersten Treffen mit Gaunt erzählt, nimmt er sich vor, Needful Things einen Besuch abzustatten. Gaunt will Alan jedoch nicht empfangen. Er spürt, dass von ihm eine positive Kraft ausgeht, und dass nur er in der Lage sein wird, seinen teuflischen Plänen im Weg zu stehen. Dies verdankt Alan seinem Erlebnis mit George Stark und den Sperlingen, welches ihm bis heute Alpträume bereitet. Als Alan vor dem geschlossenen Laden steht, macht Gaunt sich unsichtbar und beobachtet ihn durch die Scheibe, für einen kurzen Moment kann Alan ihn jedoch sehen. Jeder andere Kunde findet in Needful Things einen Gegenstand, den er so sehr begehrt, dass er jeden Preis dafür zu zahlen bereit ist. So kauft Brian eine seltene Baseballkarte aus dem Jahr 1956, der Säufer Hugh Priest einen Fuchsschwanz für die Autoantenne, und Pollys Mitarbeiterin Nettie Cobb einen Lampenschirm aus Buntglas. Dieser Preis wird durch Gaunt nach Gutdünken bestimmt, neben einem sehr niedrigen Dollarbetrag beinhaltet er aber immer auch einen „Streich“ des Käufers gegen einen seiner Mitbürger. Allerdings haben die Käufer keine Freude an diesen Gegenständen. Sie sind besessen von ihnen und leben fortan in fast schon paranoider Angst, sie könnten ihnen gestohlen oder zerstört werden.
Die Streiche, die Leland Gaunt von seinen Kunden verlangt, erscheinen seinen Kunden erst harmlos und kindisch, vertiefen aber die in der Stadt vorhandenen und seit Jahren schwelenden Konflikte: Der Baptistenreverend William Rose und der katholische Father John Brigham sind seit Jahren Erzfeinde, und als Brigham eine Kasino-Nacht für wohltätige Zwecke veranstalten will gießt er damit nur Öl ins Feuer. Hugh und der Barbesitzer Henry Beaufort hatten schon oft Streit, Nettie liegt schon lange mit der Polin Wilma Jerzyck im Konflikt, die sich mehrfach über das Bellen ihres geliebten Hundes beschwert hat, und der cholerische Stadtrat Danforth Keeton hegt einen Hass gegen Deputy Norris Ridgewick, der ihm immer wieder Strafzettel für falschparken ausstellt. Tatsächlich hat Keeton viele Spielschulden und hat schon Steuern hinterzogen und Gelder der Stadt veruntreut, um diese zu bezahlen. Aus Angst, ihm könnte das nachgewiesen werden, wird er im Verlauf des Buches immer paranoider. Gaunt nutzt dies eiskalt aus, indem er Nettie ihren Einkauf mit einem Streich an Keeton bezahlen lässt: Sie verteilt in seiner Wohnung Strafzettel mit Norris’ Unterschrift, auf denen er auch der Steuerhinterziehung und Unterschlagung beschuldigt wird. Keeton, der mithilfe eines bei Gaunt gekauften Aufziehspiels, mit dem man Pferderennen vorhersagen kann, seine Steuerschulden inzwischen bezahlen und das bei der Stadt gestohlene Geld ersetzen konnte, verfällt nun endgültig seinem Wahn.
Gleichzeitig fordern die Streiche erste Opfer: Brian spielt Wilma zwei Streiche, und Hugh tötet Netties Hund. Die beiden Frauen sind sich sofort sicher, dass die jeweils andere ihnen das angetan hat, bewaffnen sich und stechen sich auf offener Straße gegenseitig tot. Der Fall scheint offensichtlich, doch Alan spürt intuitiv, dass irgendetwas nicht stimmt. Währenddessen verkauft Gaunt Polly ein Azka genanntes Amulett, dass ihr mit ihrer schweren Arthritis helfen soll. Tatsächlich ist sie sofort geheilt. Gaunt wartet einige Tage, bis er Bezahlung von Polly verlangt. Auch Norris spielt Hugh einen Streich, als Bezahlung für eine qualitativ hochwertige Angel von Bazun, die ihn an seinen verstorbenen Vater erinnert. Als er den schlafenden Hugh sieht erfährt der Leser, dass es sich bei Gaunts Produkten in Wirklichkeit um wertlosen Plunder handelt und nicht um das, was der Käufer zu sehen glaubt: Hughs Fuchsschwanz ist mottenzerfressen und ekelerregend.
Gaunt sucht einen Gehilfen und findet ihn in John Ace Merrill, der gerade eben erst aus Shawshank entlassen wurde, wo er wegen eines Einbruchs in Henrys Bar Mellow Tiger einsaß. Der ehemalige Schlägertyp ist kokainsüchtig und hat Schulden bei Waffenhändlern. Gaunt beauftragt ihn, mehrere Kisten mit Waren aus Boston für ihn zu besorgen, und verkauft ihm ein Buch über verborgene Schätze in Neuengland, geschrieben von seinem verstorbenen Onkel, dem Kredithai Reginald Pop Merrill (in Wirklichkeit ein Exemplar von Die Schatzinsel von Robert Louis Stevenson). Als Alan, der Ace damals verhaftet hat, erfährt, dass dieser wieder in Castle Rock ist, drängt er ihn, die Stadt schnellstmöglich wieder zu verlassen. In Boston findet Ace Gaunts Auto, einen (fiktiven) Tucker Talisman, sowie die von Gaunt beschriebenen Kisten, und transportiert sie nach Castle Rock. Die Kisten enthalten Schusswaffen mit giftigen Kugeln.
Auf Netties Beerdigung bemerkt Alan, dass Polly gesund ist und Norris sich seltsam verhält. Als Polly ihm vom Azka erzählt, ist Alan besorgt, und drängt sie, es mit einem Scheck zu bezahlen. Bevor Polly es Gaunt erzählen kann weiß er, was Alan gesagt hat. Er akzeptiert einen Scheck, fordert von Polly aber auch einen Streich an Ace. Polly weigert sich zunächst, doch dann lässt Gaunt ihre Schmerzen so lange schlimmer als je zuvor zurückkehren, bis sie einwilligt. Inzwischen ist auch die Staatspolizei nach Castle Rock gekommen, um im Nettie-Wilma-Fall zu ermitteln, und es gibt neue Erkenntnisse: Auf der Waffe mit der Netties Hund erstochen wurde, fand man Hughs Fingerabdrücke, Brian wurde bei seinem zweiten Streich von einer Nachbarin gesehen. Alan fängt Brian auf dem Nachhauseweg ab und versucht ihm gut zu zureden, Brian traut sich allerdings nicht, gegen Gaunt auszusagen. Da Alan dies spürt, will er den Jungen nicht überfordern und lässt ihn vorerst gehen.
Inzwischen wurden weitere Streiche gespielt. Hauptsächlich wurden bei den Befürwortern und Gegnern von Father Brigham Kasino-Nacht Drohbriefe eingeworfen. Auch bei Polly wurde ein Brief eingeworfen, laut welchem Alan sich angeblich bei dem Jugendamt in San Francisco über Keltons Schicksal erkundigen wollte. Entsetzt über diesen Vertrauensbruch ruft Polly sofort bei Alan an und trennt sich von ihm. Aber Alan hat erst mal andere Sorgen und sucht nach Hugh, um ihn festzunehmen. Dabei sieht er wie eine Lieferung Dynamit in der Stadt ankommt, welches Keeton in Gaunts Auftrag bestellt hatte. Währenddessen findet Brians jüngerer Bruder Sean diesen verzweifelt in seiner Garage vor. Mit der einen Hand umklammert er seine Baseballkarte, welche in Wirklichkeit einen leidlich erfolgreichen Spieler zeigt, mit der anderen eine Schrotflinte. Brian ringt Sean das Versprechen ab, nie einen Fuß in Needful Things zu setzen, und erschießt sich aus Schuldgefühl über Netties und Wilmas Tod.
Alan wird zum Polizeirevier gerufen. Lester Pratt, der Freund von Brians Sprachtherapeutin Sally Ratcliffe läuft dort Amok. Durch Gaunts Streiche glaubt er, Sally betrüge ihn mit ihrem Exfreund, dem Polizisten John LaPointe. Er versucht John zu töten, wird jedoch von der Polizistin Sheila Brigham in Notwehr erschlagen. Als Alan und Norris vor dem Polizeirevier ankommen, rammt Keeton Norris’ Wagen, in seinem Wahn entschlossen, Norris zu töten. Alan und Norris können ihn überwältigen und mit einer Handschelle an seinem Auto festketten. Mit einer akrobatischen Meisterleistung gelangt Keeton jedoch hinter das Steuer seines Wagens und flieht. Derweil ist Polly an der Town Road Nummer 3, dem Camber-Hof, und versteckt dort für Gaunt einen Briefumschlag. Sie spürt jedoch die dunkle Aura des Kampfes zwischen Cujo und Donna Trenton und flüchtet so schnell wie möglich. Später kommt Ace dort vorbei. Mithilfe des Buches, dass er bei Gaunt gekauft hat, konnte er viele Schatzverstecke seines Onkels ausfindig machen, welche allerdings nur Trödel und Ramsch enthielten. So auch das Versteck, das Polly leerte um den Brief dort zu deponieren. Da der Camber-Hof nach Joe Cambers Tod in Pops Besitz überging, hofft Ace dort fette Beute zu machen. Doch er findet nur den Brief, in dem Alan schreibt, dass er angeblich 200.000 Dollar aus dem Versteck gestohlen habe. Ace schwört Rache. Keeton ist nach seiner Flucht nach Hause gefahren und hat seine Frau Myrtle getötet.
Gaunt schließt Needful Things und verteilt von der Hintertür aus die Giftwaffen kostenlos an seine Kunden. So auch an Hugh, der daraufhin das Mellow Tiger stürmt und Henry anschießt, ehe er von diesem mit seiner privaten Pistole getötet wird. Alan ist derweil in das Krankenhaus nach Bridgton gefahren, wo Sean Rusk mit einem Schock eingeliefert wurde. Dem Hobby-Zauberer Alan gelingt es, Sean mit faltbaren Papierblumen, bei denen es aussieht, als würde er sie aus dem nichts herbeizaubern, zu begeistern und ihn so zum Reden zu bringen. Dadurch erfährt Alan, dass Gaunt hinter dem Wahnsinn in der Stadt steckt und macht sich auf, um ihn festzunehmen. In Castle Rock ist die Situation inzwischen vollkommen eskaliert: Henry ist gestorben. Hugh hatte ihn nicht tödlich getroffen, aber er starb an den giftigen Kugeln. Reverend Roses und Father Brighams Anhänger haben sich jeweils in ihren Kirchen versammelt, als von Gaunts Kunden platzierte Stinkbomben explodieren. In der Massenpanik starben einige Menschen. Beide Lager gehen auf der Straße aufeinander los und die Staatspolizei kann sich nur in letzter Sekunde davor retten zwischen die Fronten zu geraten. Weitere Kunden von Gaunt töten sich gegenseitig mit den Giftwaffen und erwischen auch Unschuldige. Polly schläft derweil seelenruhig. Sie träumt von ihrer verstorbenen Großtante Ewie, die ihr einschärft, das Azka heilt ihre Krankheit nicht, sondern leitet sie ins Herz, sodass sie keine Liebe mehr fühlen kann. In ihrem Traum redet Ewie sie mit ihrem richtigen Namen Patricia an. Dadurch wird ihr klar, dass der Brief nicht echt sein konnte, denn es stand Patricia auf dem Adressfeld, in San Francisco war sie aber als Polly gemeldet. Sie wacht auf und reißt sich wütend das Azka vom Hals. Es zerbricht auf dem Boden und gibt eine Spinne frei, die mit jedem Schritt wächst. Mit Mühe und Not tötet Polly die Spinne.
Sally erhängt sich, weil sie mit ihrem Streich mitverantwortlich ist für das Chaos in Castle Rock. Auch Norris überlegt sich aus Schuldgefühl zu erhängen, will aber andererseits nicht feige sein, sondern stattdessen seine Fehler wieder gut machen. Als er erkennt, dass seine Angel in Wahrheit nur ein Stück Holz ist, entscheidet er sich für letzteres. In dem Moment stößt Gaunt ihn vom Stuhl, Norris schafft es jedoch sich aus der Schlinge zu befreien. Ace und Keeton sprengen mit dem Dynamit die Hauptverkehrsader nach Castle Rock. Vor dem Polizeirevier treffen sie auf Norris und Ace schießt ihn mit seiner Giftwaffe an, während Keeton sich eine Kugel von Norris einfängt. Ace verpasst Keeton den Gnadenschuss und flieht. Als Alan in der Stadt ankommt stürmt es. Needful Things ist leer, bis auf einen Fernseher und einen Videorekorder. Alan weiß, dass dies eine Falle von Gaunt ist, sieht sich das Video aber trotzdem an. Darauf ist zu sehen, wie Ace Annies Auto von der Straße abdrängt, und wie er nach Annies und Todds Tod hämisch lacht. Die Falle ist zugeschnappt: Alan will sich an Ace rächen.
Ace sprengt das Gebäude der Stadtverwaltung in die Luft, was weitere Tote fordert. Norris kämpft gegen das Gift in seinem Körper an und fährt zu Needful Things. Vor dem Laden trifft Alan auf Polly und die beiden versöhnen sich. Als Norris vor dem Laden ankommt, taucht auch Ace dort auf und droht Polly zu erschießen. Aus den Augenwinkeln sieht Alan wie Gaunt sich mit einer großen Tasche aus dem Staub machen will. In dem Moment erkennt er was an dem Video nicht stimmte: Annie war bei dem Unfall nicht angeschnallt, im Video schon. Mit einem Scherzartikel seines Sohnes Todd bewaffnet, einer Schlange in einer Nussdose, stürmt Alan auf Gaunt zu. Statt des Spielzeugs setzt die Dose eine echte Schlange frei, die Gaunt mehrfach beißt. Polly befreit sich derweil aus Ace' Griff und Norris erschießt ihn in Notwehr. Ace ist damit der letzte von insgesamt 40 Menschen, die wegen Leland Gaunt sterben mussten.
Gaunt nimmt nun seine wahre Gestalt an: Die eines Dämons. Alan spricht den Satz: „Die Sperlinge fliegen wieder“, welcher wie ein Zauberspruch gegen Gaunt wirkt. Als meisterhafter Schattenspieler beschwört er im Scheinwerferlicht die Sperlinge und auch den Hund Cujo herauf und schickt sie in den Kampf: Als er seine Papierblumen entfalten will, erstrahlt stattdessen ein helles Licht. Alan schickt Gaunt aus der Stadt fort. Gaunts Tasche öffnet sich und gibt die Seelen frei, die er darin gesammelt hat. Needful Things brennt durch das Licht nieder, während Gaunt die Stadt in einer Kutsche verlässt. Der Sturm verschwindet und das Gift in Norris Körper hört auf zu wirken. Alan akzeptiert, dass er die Wahrheit über Annies und Todds Tod wohl nie erfahren wird.
Im Epilog eröffnet Gaunt einen neuen Laden in der Kleinstadt Junction City in Iowa.

## Verknüpfungen zu anderen Werken
Das Buch bildet den Abschluss des Castle-Rock-Zyklus, in dem King viele Protagonisten der vergangenen drei Romane Dead Zone – Das Attentat, Cujo und Stark – The Dark Half sowie der zwei Novellen Die Leiche und Zeitraffer nochmals auftreten lässt.
- Der Gerichtsmediziner Ray Van Allen war schon in Stark – The Dark Half tätig.
- Der Leser erfährt, dass Thad Beaumont aus Stark – The Dark Half wieder angefangen hat, zu trinken und seine Frau ihn deshalb verlassen hat.
- Polly Chalmers sucht die Townroad Nummer 3 auf, wo einst Cujo sein Unwesen trieb.
- Am Ende des Romans zieht Leland Gaunt mit seinem neuen Laden in Sam Peebles Büro (aus Der Bibliothekspolizist in Nachts).
- Enfant terrible Ace Merrill ist Fans hinreichend bekannt aus Die Leiche (Sammlung Frühling, Sommer, Herbst und Tod) und aus Nona (Sammlung Der Gesang der Toten).
- Alan Pangborn war schon in den Fall Thad Beaumont verwickelt und erinnert immer wieder Geschehnisse aus Stark – The Dark Half. Im Showdown von Needful Things fällt Pangborn der zentrale Satz 'Die Sperlinge fliegen wieder' ein, ein Satz, der Beaumont verfolgt hatte.
- Als Ace Merrill Leland Gaunt fragt, woher er sein Kokain beziehe, antwortet dieser spöttisch, es komme aus den Ebenen von Leng, einer Landschaft aus Die Augen des Drachen. Die Ebenen von Leng sind außerdem eine Landschaft in den Werken des Schriftstellers H. P. Lovecraft. Auf der Garage, in der Leland Gaunts Tucker Talisman parkt, steht „Yog-Sothoth rules“ geschrieben. Yog-Sothoth ist einer der Großen Alten aus H. P. Lovecrafts fiktivem Necronomicon.
- Deputy Norris Ridgewick wird noch des Öfteren auftauchen: In Das Spiel ist er zum Sheriff befördert worden; in Love ist er auf Hochzeitsreise.

## Verfilmungen
- Das Buch wurde 1993 durch den Regisseur Fraser C. Heston mit Max von Sydow, Ed Harris, Bonnie Bedelia und J. T. Walsh unter dem Titel Needful Things (deutscher Titel: In einer kleinen Stadt) mit einem von der Romanvorlage abweichenden Ende verfilmt.

- Die Folge „Krise im Fluchhandel“ der Serie Rick and Morty ist eine Parodie auf den Roman.